# Hendrik Willem Bakhuis Roozeboom
Hendrik Willem Bakhuis Roozeboom (také Bakhuys Roozeboom, nizozemská výslovnost: [ˈɦɛndrɪk ˈʋɪləm ˈbɑkɦœys ˈroːzəboːm]; 24. října 1854 v Alkmaaru – 8. února 1907 v Amsterdamu) byl nizozemský chemik, který se zabýval fyzikální chemii a studoval především fázové chování látek.
Roozeboom věnoval své výzkumné aktivity především do oblasti termodynamiky a výzkumu vícefázových systémů. Aplikoval a dokázal užitečnost Josiah Willard Gibbsova zákona fází. Roozeboomovy diagramy tání kovových slitin jsou klíčové pro metalurgii. Přispěl také významně k poznání chirálních sloučenin, neboť popsal různé typy krystalických racemátů a chování enantiomerů v heterogenních systémech - pevné látky a roztoku.

## Vzdělání

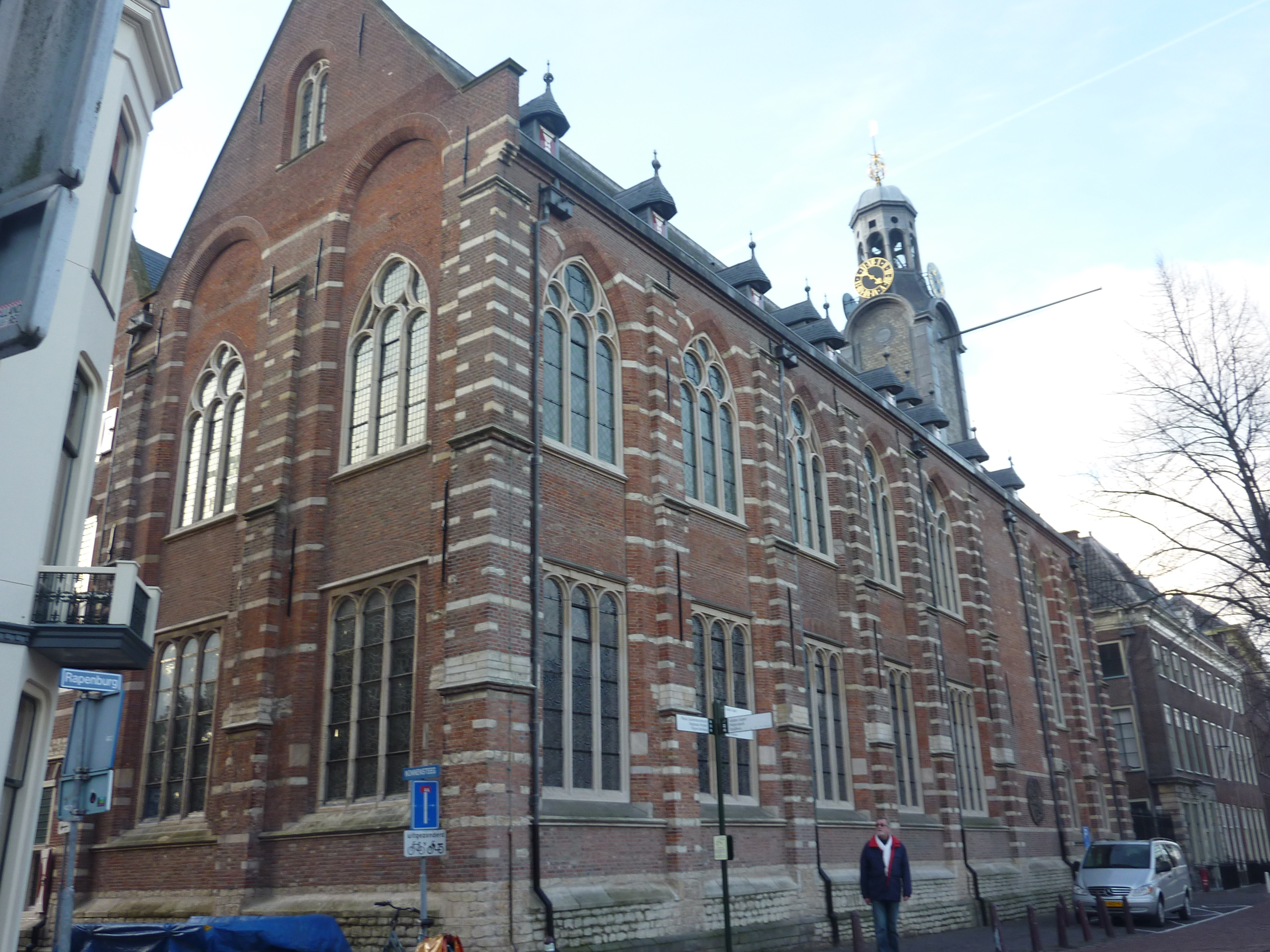
Univerzita v Leidenu

Bakhuis Roozeboom se narodil 24. října 1854 v Alkmaaru v Nizozemsku. Absolvoval základní a střední školu, ale finanční potíže mu nedovolily dokončit vysokoškolské vzdělání. Školu opustil a na čas pracoval v chemické továrně. Díky podpoře svého mentora J. M. van Bemmelena se v roce 1878 stal asistentem na univerzitě v Leidenu, což mu umožnilo zahájit své akademické vzdělání.

## Kariera

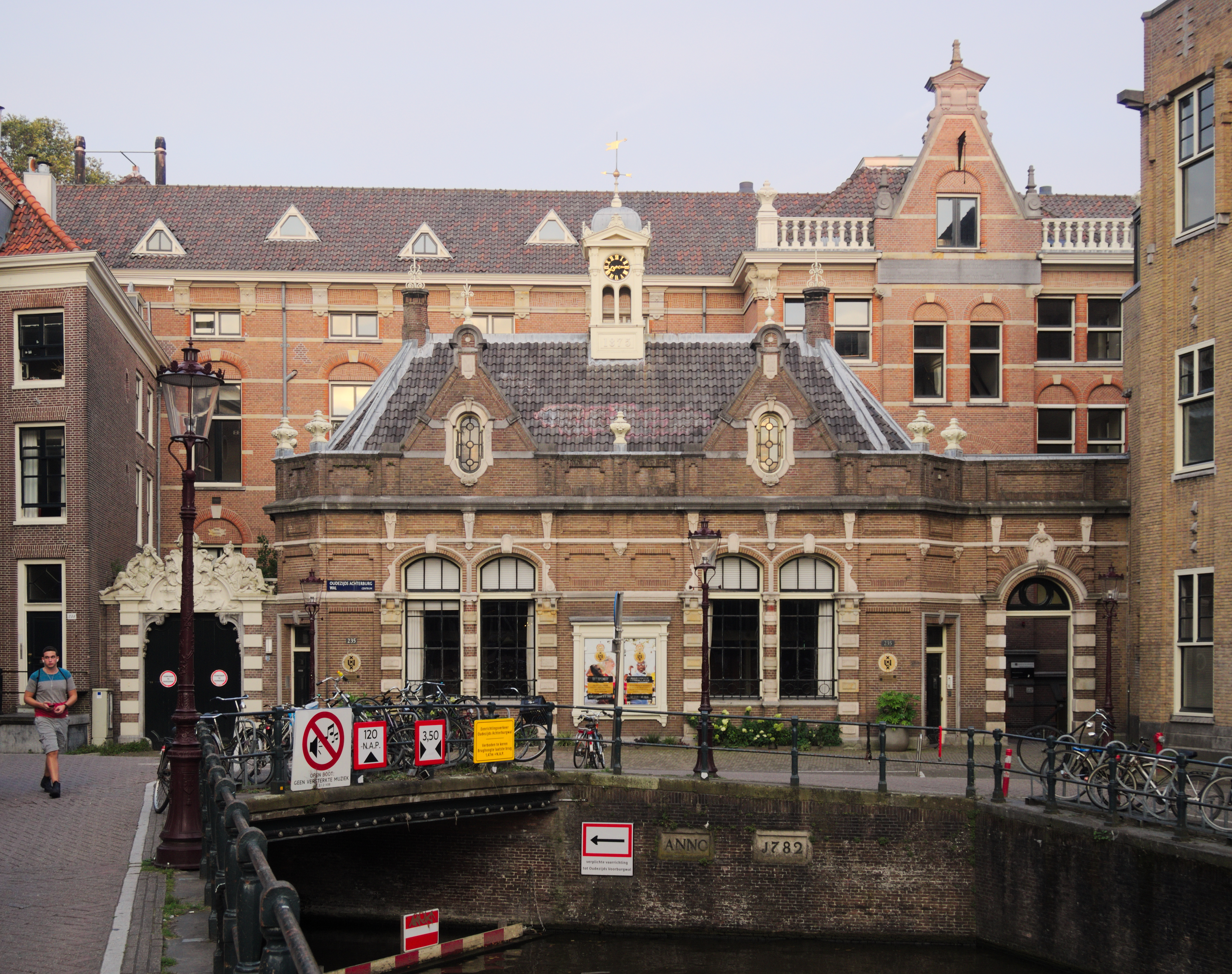
Univerzita v Amsterdamu

V roce 1881 se stal učitelem na dívčí škole a v roce 1884 získal doktorát za práci o hydrátech kyselin. Johhanes Diderik van der Waals ho seznámil s teoretickými pracemi Josiah Willard Gibbse a Gibbsovým zákonem fází pro fyzikální systémy. Tato oblast fyzikální chemie se pak stala jeho celoživotním výzkumným programem, neboť řešení fázových rovnováh věnoval celou svou následující karieru.
V roce 1890 se Bakhuis Roozeboom stal členem Královské nizozemské akademie umění a věd. V roce 1896 nahradil Jacobus Henricus van 't Hoffa na univerzitě v Amsterdamu a stal se zde profesorem chemie.
Zemřel 8. února 1907. V roce 1911 byl na jeho počest založen fond Bakhuis Roozeboom Fund, který každé čtyři roky uděluje zlatou medaili za výzkum v oblasti teorie fází.

## Výzkum

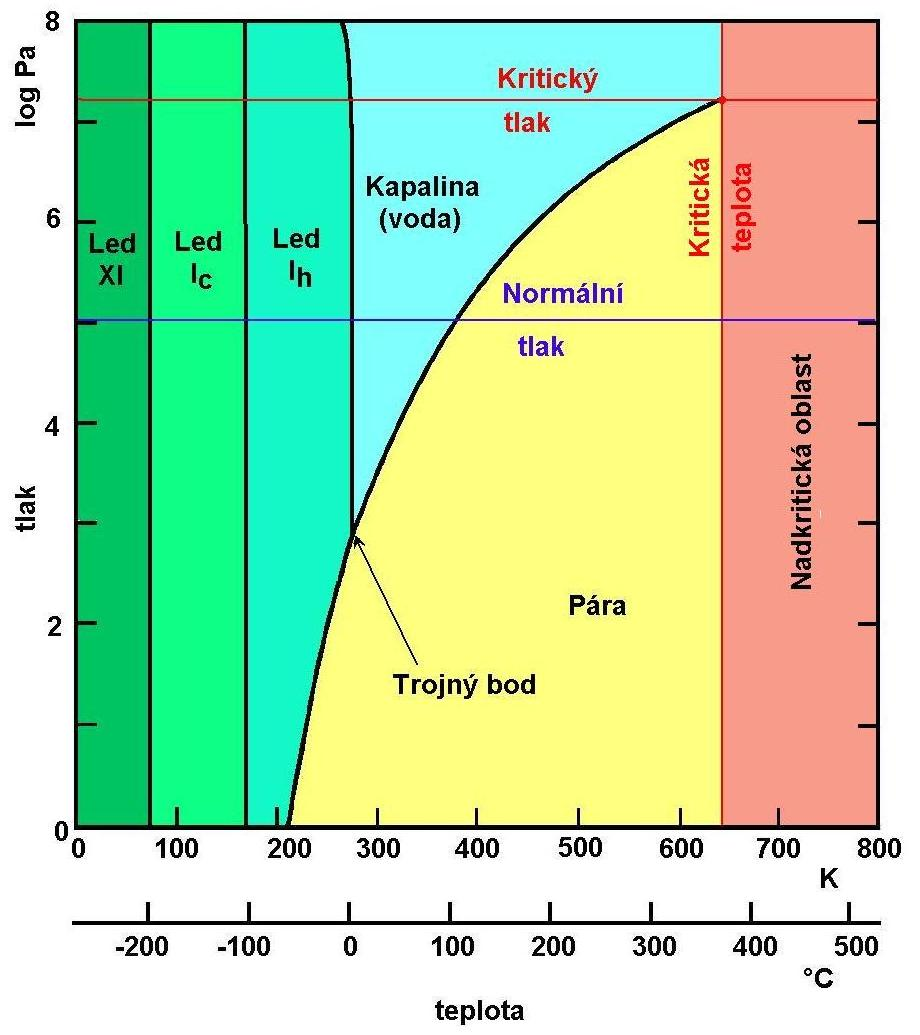
Příklad jednosložkového fázového diagramu - voda

- Příklad jednosložkového fázového diagramu - vodaHlavní výzkumná práce Bakhuise Roozebooma byla v oblasti fyzikální chemie a její části termodynamiky, ve které studoval rovnováhu vícefázových systémů. Navázal na Gibbsův zákon fází a tuto teorii aplikoval a demonstroval její užitečnost.
- Jeho fázové diagramy tání kovových slitin, tedy studie tavení směsi kovů v závislosti na relativním množství složek, byly velmi důležité pro metalurgii.

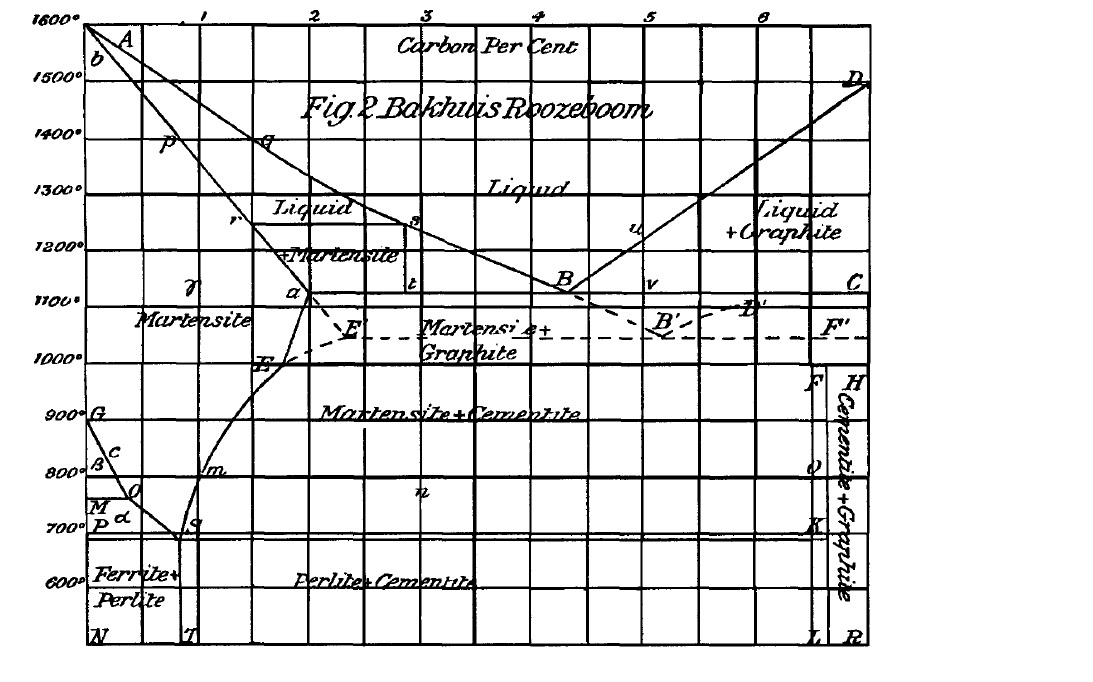
Příklad Roozeboomova dvousložkového fázového diagramu - železo a uhlík

- Příklad Roozeboomova dvousložkového fázového diagramu - železo a uhlíkByl první, kdo vynesl ternární (třísložkové) fázové rovnováhy do dvourozměrných grafů, které byly brány jako vertikální nebo horizontální řezy z trojrozměrných pevných diagramů. Ty se nazývají izoplety (myšlená spojnice míst stejné koncentrace v plynu) a izotermy (spojnice míst se stejnou teplotou).
- Přispěl také k vědě o chirálních látkách, neboť předpověděl chování směsí enantiomerů v heterogenním systému - pevná látka a roztok. Definoval také různé typy krystalických racemátů.
- V roce 1904 publikoval pojednání o heterogenních rovnováhách s názvem Heterogenní rovnováhy z hlediska fázového pravidla.